# استكشاف الأقمار المريخية
مشروع استكشاف الأقمار المريخية (بالإنجليزية: Martian Moons Exploration)‏، ويُختصر إلى MMX، وهو مسبار فضائي روبوتي خُطط إطلاقه في عام 2024 لإحضار العينات من أكبر أقمار المريخ، فوبوس. طُور هذا المسبار بواسطة وكالة استكشاف الفضاء اليابانية (JAXA)، وأُعلن عنه يوم 9 يونيو 2015، وسيهبط المسبار على القمر فوبوس لجمع العينات منه مرةً أو مرتين، بجانب إجراء عدة عمليات رصد للقمر ديموس خلال التحليق بالقرب منه، وسيعمل المسبار أيضًا على مراقبة المناخ المريخي. تهدف المهمة إلى تقديم أهم المعلومات التي ستساعد في تحديد ما إذا كانت الاقمار المريخية كويكبات مأسورةً بالجاذبية أو كانت ناتجةً عن اصطدام جرم أضخم بكوكب المريخ. وافقت وكالة استكشاف الفضاء اليابانية، مع مسؤولين آخرين بالحكومة اليابانية، على البدء في عمليات تطوير هذا المشروع في 19 فبراير 2020، وذلك طبقًا لأحد المنشورات على الموقع الرسمي للوكالة.

## نظرة عامة

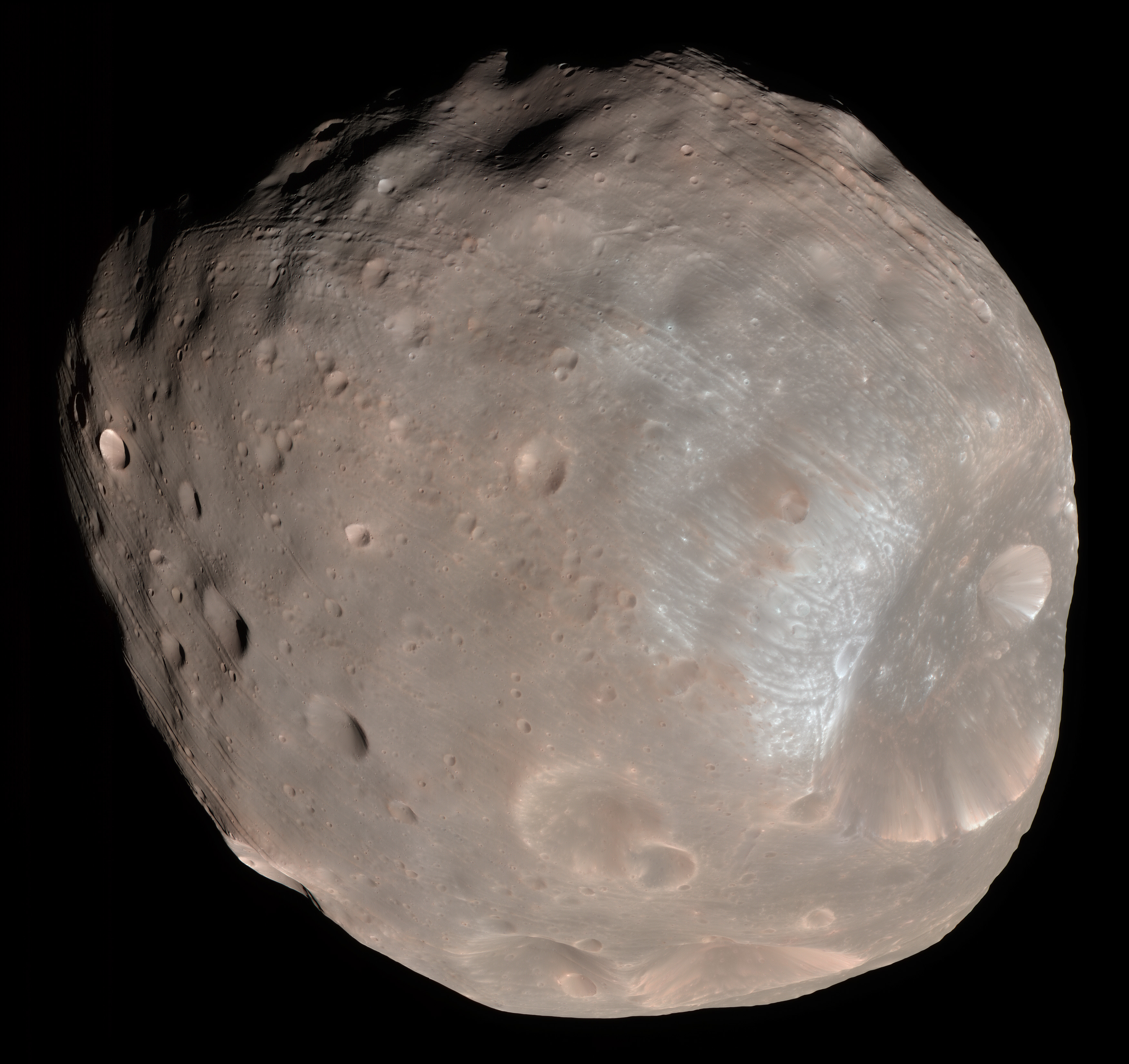
صورة ملونة للقمر فوبوس أحد أقمار المريخ، التقطت في 23 مارس 2008 بواسطة مارس ريكونيسانس أوربيتر.

ستدخل المركبة في مدارها حول كوكب المريخ أولًا، وستنتقل بعد ذلك إلى القمر فوبوس، ثم ستهبط مرةً أو مرتين على القمر لجمع حبيبات الحطام الصخري الرملية مستخدمةً نظام هوائي بسيط. تهدف مهمة المركبة الهابطة إلى إحضار عينات بكتلة 10 غرامات على الأقل. ستقلع المركبة الفضائية بعد ذلك من القمر فوبوس لتقوم بعدة تحليقات بالقرب من القمر الأصغر ديموس قبل إرسال كبسولة العودة بالعينات إلى الأرض، لتصل في يوليو 2029.
ستقوم بنية المهمة على استخدام ثلاث وحدات: وحدة الدفع (1800 كيلوغرام)، ووحدة الاستكشاف (150 كيلوغرامًا)، ووحدة العودة (1050 كيلوغرامًا). ونظرًا لانخفاض كتلة القمرين فوبوس وديموس بما لا يكفي لأسر الأقمار الاصطناعية مداريًا، لن يتمكن المسبار من الدوران حول الأقمار المريخية بالطريقة المعتادة. ومع ذلك، يمكن الاعتماد على مدارات من أنواع خاصة، تُعرف بمدارات شبيه القمر، والتي يمكن أن تكون مستقرةً بما يكفي للسماح بتنفيذ العمليات على مدار عدة أشهر في النطاق المحيط بالقمر.
يقود هذه المهمة ياسوهيرو كاواكاتسو.

## التعاون الدولي
يشارك أيضًا في هذا المشروع كل من وكالة ناسا، ووكالة الفضاء الأوروبية (ESA)، والمركز الوطني الفرنسي للدراسات الفضائية (CNES)، لتوفير أجهزة علمية للمهمة. ستشارك الولايات المتحدة بمطياف للنيوترونات وأشعة غاما باسم ميغان (MEGANE)، والتي تعني «نظارة» باللغة اليابانية، وهو اختصار «لاستكشاف أقمار المريخ بواسطة النيوترونات وأشعة غاما»، وسيشارك المركز الوطني الفرنسي للدراسات الفضائية بمطياف للأشعة القريبة من تحت الحمراء (NIRS4/MacrOmega). ستشارك فرنسا أيضًا بخبراتها في مجال ديناميكا الرحلات الفضائية لتخطيط المناورات المدارية ومناورات الهبوط بالمهمة.
ما زالت عمليات تطوير واختبار المكونات الرئيسية، بما يشمل جهاز أخذ العينات، قيد التنفيذ. وحتى عام 2020، من المخطط إطلاق المهمة في سبتمبر 2024، على أن تعود إلى الأرض بعد خمسة أعوام من إطلاقها.